# المحادثات السداسية

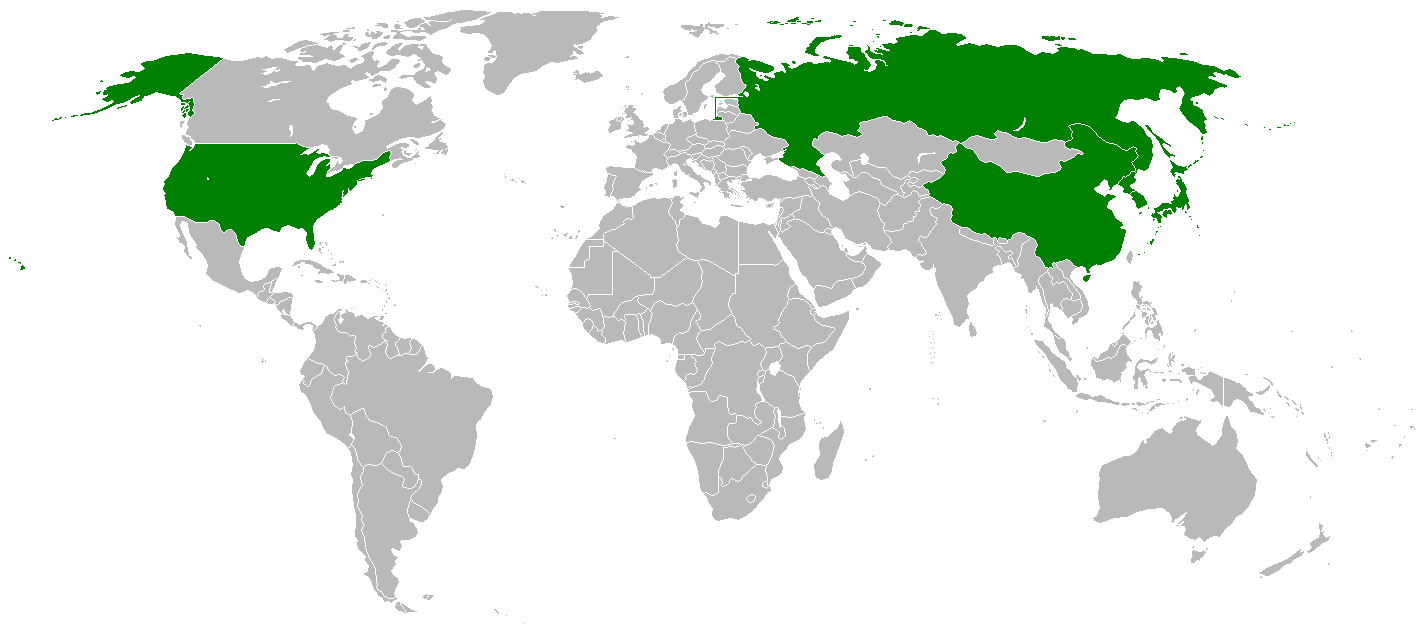
الدول الأعضاء في المحادثات الستة

طاولة المحادثات الستة

المحادثات السداسية تشير إلى عدة محادثات وقعت بين ستة دول وهي:
- الصين
- كوريا الجنوبية
- كوريا الشمالية
- الولايات المتحدة
- روسيا
- اليابان.[1]

## التاريخ
تم تنظيم هذه المحادثات بعد انسحاب كوريا الشمالية من معاهدة الحد من انتشار الأسلحة النووية في سنة 2003. الغرض من هذه المناقشات هو العثور على حل سلمي للمخاوف الأمنية التي يثيرها البرنامج النووي لكوريا الشمالية. تم عقد هذه المحادثات ستة مرات و خاصة بعد التجربة النووية الكورية الشمالية 9 أكتوبر 2006.

## المحادثات

### المحادثة الأولى
تم انعقاد هذه المحادثة الأولى بين 27 أغسطس و29 أغسطس 2003.
- الممثلون:
  -  كوريا الجنوبية: لي سو هيوك (نائب وزير الشؤون الخارجية والتجارة)
  -  كوريا الشمالية: كيم يونغ إيل (نائب وزير الشؤون الخارجية)
  -  الولايات المتحدة: جيمس أندرو كيلي (مساعد وزير الخارجية لشؤون شرق آسيا و المحيط الهادئ)
  -  الصين: وانغ ي (نائب وزير الشؤون الخارجية)
  -  اليابان: ميتوجي يابوناكا (المدير العام لمكتب شؤون آسيا و أوقيانوسيا)
  -  روسيا: الكسندر لوسيوكوف (نائب وزير الشؤون الخارجية)

### المحادثة الثانية
تم انعقاد هذه المحادثة الثانية بين 25 فبراير و28 فبراير 2004.
- الممثلون:
  -  كوريا الجنوبية: لي سو هيوك (نائب وزير الشؤون الخارجية والتجارة)
  -  كوريا الشمالية: كيم جاى جوان (نائب وزير الشؤون الخارجية)
  -  الولايات المتحدة: جيمس أندرو كيلي (مساعد وزير الخارجية لشؤون شرق آسيا و المحيط الهادئ)
  -  الصين: وانغ ي (نائب وزير الشؤون الخارجية)
  -  اليابان: ميتوجي يابوناكا (المدير العام لمكتب شؤون آسيا و أوقيانوسيا)
  -  روسيا: الكسندر لوسيوكوف (نائب وزير الشؤون الخارجية)

### المحادثة الثالثة
تم انعقاد هذه المحادثة الثالثة بين 23 يونيو و26 يونيو 2004.
- الممثلون:
  -  كوريا الجنوبية: لي سو هيوك (نائب وزير الشؤون الخارجية والتجارة)
  -  كوريا الشمالية: كيم جاى جوان (نائب وزير الشؤون الخارجية)
  -  الولايات المتحدة: جيمس أندرو كيلي (مساعد وزير الخارجية لشؤون شرق آسيا و المحيط الهادئ)
  -  الصين: وانغ ي (نائب وزير الشؤون الخارجية)
  -  اليابان: ميتوجي يابوناكا (المدير العام لمكتب شؤون آسيا و أوقيانوسيا)
  -  روسيا: الكسندر لوسيوكوف (نائب وزير الشؤون الخارجية)

### المحادثة الرابعة

#### المرحلة الأولى
تم انعقاد هذه المرحلة الأولى من المحادثة الرابعة بين 26 يوليو و7 أغسطس 2005.
- الممثلون:
  -  كوريا الجنوبية: سونغ مينسون (نائب وزير الشؤون الخارجية والتجارة)
  -  كوريا الشمالية: كيم جاى جوان (نائب وزير الشؤون الخارجية)
  -  الولايات المتحدة: كريستوفر هيل (مساعد وزير الخارجية لشؤون شرق آسيا و المحيط الهادئ)
  -  الصين: وو داوي (نائب وزير الشؤون الخارجية)
  -  اليابان: ساساي كينيشيرو (المدير العام لمكتب شؤون آسيا و أوقيانوسيا)
  -  روسيا: الكسندر لوسيوكوف (نائب وزير الشؤون الخارجية)

#### المرحلة الثانية
تم انعقاد هذه المرحلة الثانية من المحادثة الرابعة بين 13 سبتمبر و19 سبتمبر 2005.
- الممثلون:
  -  كوريا الجنوبية: سونغ مينسون (نائب وزير الشؤون الخارجية والتجارة)
  -  كوريا الشمالية: كيم جاى جوان (نائب وزير الشؤون الخارجية)
  -  الولايات المتحدة: كريستوفر هيل (مساعد وزير الخارجية لشؤون شرق آسيا و المحيط الهادئ)
  -  الصين: وو داوي (نائب وزير الشؤون الخارجية)
  -  اليابان: ساساي كينيشيرو (المدير العام لمكتب شؤون آسيا و أوقيانوسيا)
  -  روسيا: الكسندر لوسيوكوف (نائب وزير الشؤون الخارجية)

### المحادثة الخامسة

#### المرحلة الأولى
تم انعقاد هذه المرحلة الأولى من المحادثة الخامسة بين 9 نوفمبر و11 نوفمبر 2005.
- الممثلون:
  -  كوريا الجنوبية: سونغ مينسون (نائب وزير الشؤون الخارجية والتجارة)
  -  كوريا الشمالية: كيم جاى جوان (نائب وزير الشؤون الخارجية)
  -  الولايات المتحدة: كريستوفر هيل (مساعد وزير الخارجية لشؤون شرق آسيا و المحيط الهادئ)
  -  الصين: وو داوي (نائب وزير الشؤون الخارجية)
  -  اليابان: ساساي كينيشيرو (المدير العام لمكتب شؤون آسيا و أوقيانوسيا)
  -  روسيا: الكسندر لوسيوكوف (نائب وزير الشؤون الخارجية)

#### المرحلة الثانية
تم انعقاد هذه المرحلة الثانية من المحادثة الخامسة بين 18 ديسمبر و22 ديسمبر 2006.
- الممثلون:
  -  كوريا الجنوبية: تشون يونج وو (نائب وزير الشؤون الخارجية والتجارة)
  -  كوريا الشمالية: كيم كي جوان (نائب وزير الشؤون الخارجية)
  -  الولايات المتحدة: كريستوفر هيل (مساعد وزير الخارجية لشؤون شرق آسيا و المحيط الهادئ)
  -  الصين: وو داوي (نائب وزير الشؤون الخارجية)
  -  اليابان: ساساي كينيشيرو (المدير العام لمكتب شؤون آسيا و أوقيانوسيا)
  -  روسيا: سيرغي رازوف (السفير الروسي في الصين)

#### المرحلة الثالثة
تم انعقاد هذه المرحلة الثالثة من المحادثة الخامسة بين 8 فبراير و13 فبراير 2007.
- الممثلون:
  -  كوريا الجنوبية: تشون يونج وو (نائب وزير الشؤون الخارجية والتجارة)
  -  كوريا الشمالية: كيم كي جوان (نائب وزير الشؤون الخارجية)
  -  الولايات المتحدة: كريستوفر هيل (مساعد وزير الخارجية لشؤون شرق آسيا و المحيط الهادئ)
  -  الصين: وو داوي (نائب وزير الشؤون الخارجية)
  -  اليابان: ساساي كينيشيرو (المدير العام لمكتب شؤون آسيا و أوقيانوسيا)
  -  روسيا: الكسندر لوسيوكوف (نائب وزير الشؤون الخارجية)

### المحادثة السادسة

#### المرحلة الأولى
تم انعقاد هذه المرحلة الأولى من المحادثة السادسة بين 19 مارس و22 مارس 2007.
- الممثلون:
  -  كوريا الجنوبية: تشون يونج وو (نائب وزير الشؤون الخارجية والتجارة)
  -  كوريا الشمالية: كيم كي جوان (نائب وزير الشؤون الخارجية)
  -  الولايات المتحدة: كريستوفر هيل (مساعد وزير الخارجية لشؤون شرق آسيا و المحيط الهادئ)
  -  الصين: وو داوي (نائب وزير الشؤون الخارجية)
  -  اليابان: ساساي كينيشيرو (المدير العام لمكتب شؤون آسيا و أوقيانوسيا)
  -  روسيا: الكسندر لوسيوكوف (نائب وزير الشؤون الخارجية)

#### المرحلة الثانية
تم انعقاد هذه المرحلة الثانية من المحادثة السادسة بين 27 سبتمبر و30 سبتمبر 2007.
- الممثلون:
  -  كوريا الجنوبية: تشون يونج وو (نائب وزير الشؤون الخارجية والتجارة)
  -  كوريا الشمالية: كيم كي جوان (نائب وزير الشؤون الخارجية)
  -  الولايات المتحدة: كريستوفر هيل (مساعد وزير الخارجية لشؤون شرق آسيا و المحيط الهادئ)
  -  الصين: وو داوي (نائب وزير الشؤون الخارجية)
  -  اليابان: ساساي كينيشيرو (المدير العام لمكتب شؤون آسيا و أوقيانوسيا)
  -  روسيا: الكسندر لوسيوكوف (نائب وزير الشؤون الخارجية)